# 200 Dynamene
A 200 Dynamene a Naprendszer kisbolygóövében található aszteroida. Christian Heinrich Friedrich Peters fedezte fel 1879. július 27-én.